# Pachyplastis apicalis
Pachyplastis apicalis là một loài bướm đêm trong họ Noctuidae.